# Daniela Sollberger Cembranelli
Daniela Sollberger Cembranelli é uma defensora pública estadual que dirigiu a Defensoria Pública do Estado de São Paulo por dois mandatos (2010-2012 e 2012-2014). Foi casada com o promotor estadual Francisco Cembranelli.